# Osamu Watanabe
Osamu Watanabe (渡辺 長武?, Watanabe Osamu; Wassamu, 21 ottobre 1940 – Tokyo, 1º ottobre 2022) è stato un lottatore giapponese, specializzato nella lotta libera.
Nella sua carriera di 300 incontri non solo non subì alcuna sconfitta, ma non dovette sopportare nemmeno un punto di penalità.

## Palmarès
Olimpiadi
- 1 medaglia:
  - 1 oro (pesi gallo a Tokyo 1964)

Mondiali
- 2 medaglie:
  - 2 ori (-63 kg a Toledo 1962, -63 kg a Sofia 1963)

Giochi asiatici
- 1 medaglia:
  - 1 oro (-63 kg a Giacarta 1962)